# Gilles Rousselet
Pour les articles homonymes, voir Rousselet.
Gilles Rousselet est un graveur français né à Paris en 1610 et mort à Paris en juillet 1686

## Biographie
Gilles Rousselet, né en 1610 à Paris, est le père de Jean Rousselet. On ne sait pas qui était son maître, mais son style s'inspire de celui de Bloemaert. Il semble qu'il était très bien placé parmi les graveurs et les marchands d'estampes de son temps.
Il meurt le 15 juillet 1686 dans sa ville natale. Il est inhumé le 26 juillet 1686.  

## Œuvre

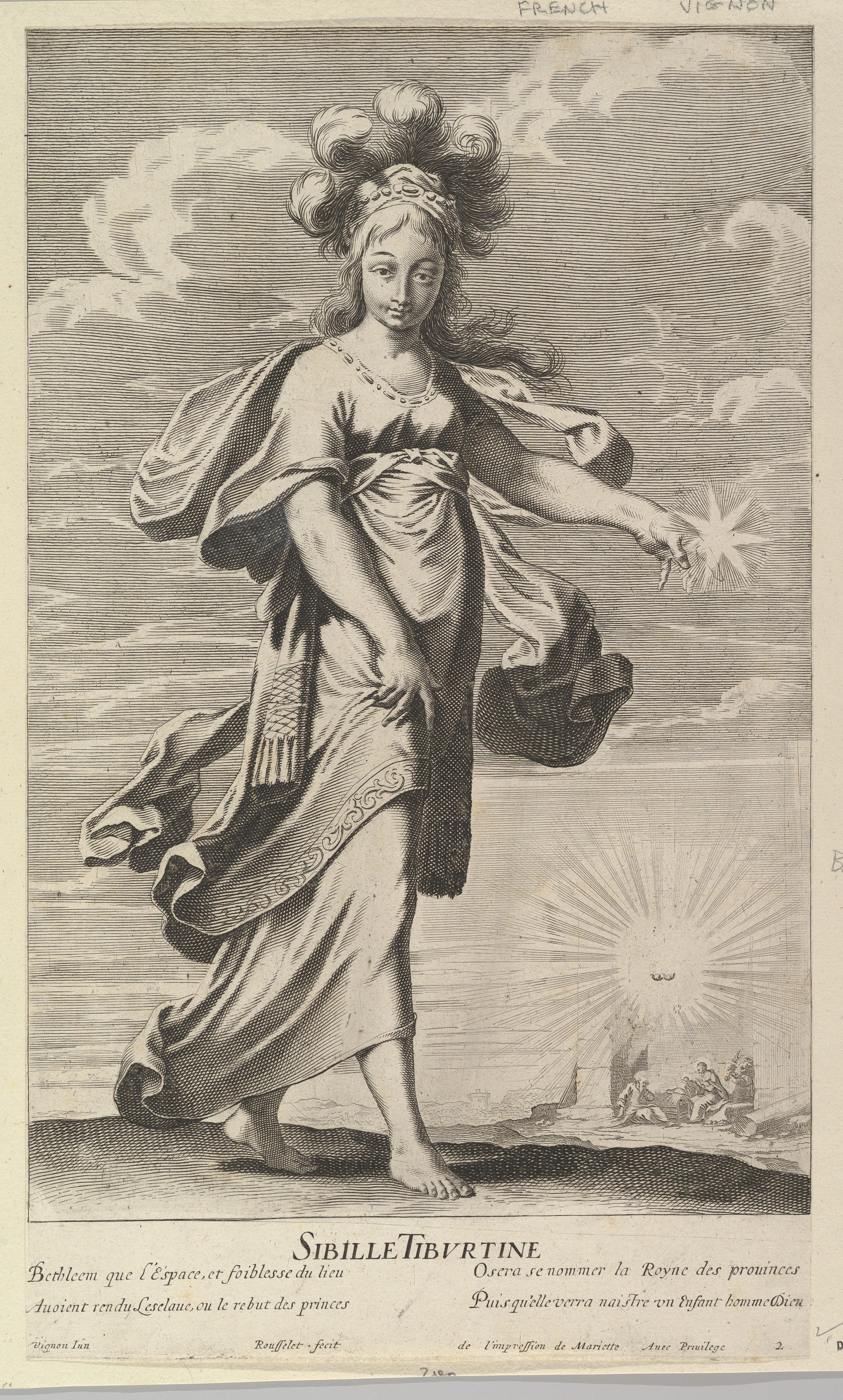
Sibille Tiburtine ou Sibylle Tiburtine, de la série des Douze Sybilles, dont la figure est gravée par Gilles Rousselet et l'arrière plan par Abraham Bosse. Metropolitan Museum of Art (New York)

Gilles Rousselet est avant tout un graveur d'interprétation.
Son catalogue raisonné a été publié en 2004 par Véronique Meyer, auteur d'une thèse de doctorat sur Rousselet.

### Article lié
- Marie-Anne Rousselet